# Clemente V
Clemente V, de nombre secular Bertrand de Got (Villandraut, 1264-Roquemaure,  20 de abril de 1314) fue el papa 195.° de la Iglesia católica y de los Estados Papales entre el 5 de junio de 1305 y hasta su muerte en abril de 1314. Es recordado por la supresión de la orden de los Caballeros Templarios y haber permitido la persecución y la ejecución de muchos de sus miembros. Fue el primer pontífice que residió de forma estable en el Papado de Aviñón debido a las presiones que ejerció el rey de Francia Felipe IV El Hermoso, además de la inestabilidad política, económica y social que existía en Roma. 

## Orígenes y formación
Nacido en Villandraut, se educó en el priorato de Defés, en la diócesis de Agén, perteneciente a la Orden de Grandmont. Estudió Derecho canónico y civil en las universidades de Orleans y Bolonia, donde al parecer obtuvo el título de "Magister".

## Carrera eclesiástica
Tras finalizar sus estudios fue nombrado canónigo en Burdeos, vicario general en Lyon, capellán del papa Bonifacio VIII, obispo de Comminges y, en 1299, arzobispo de Burdeos.

## Pontificado

### Elección

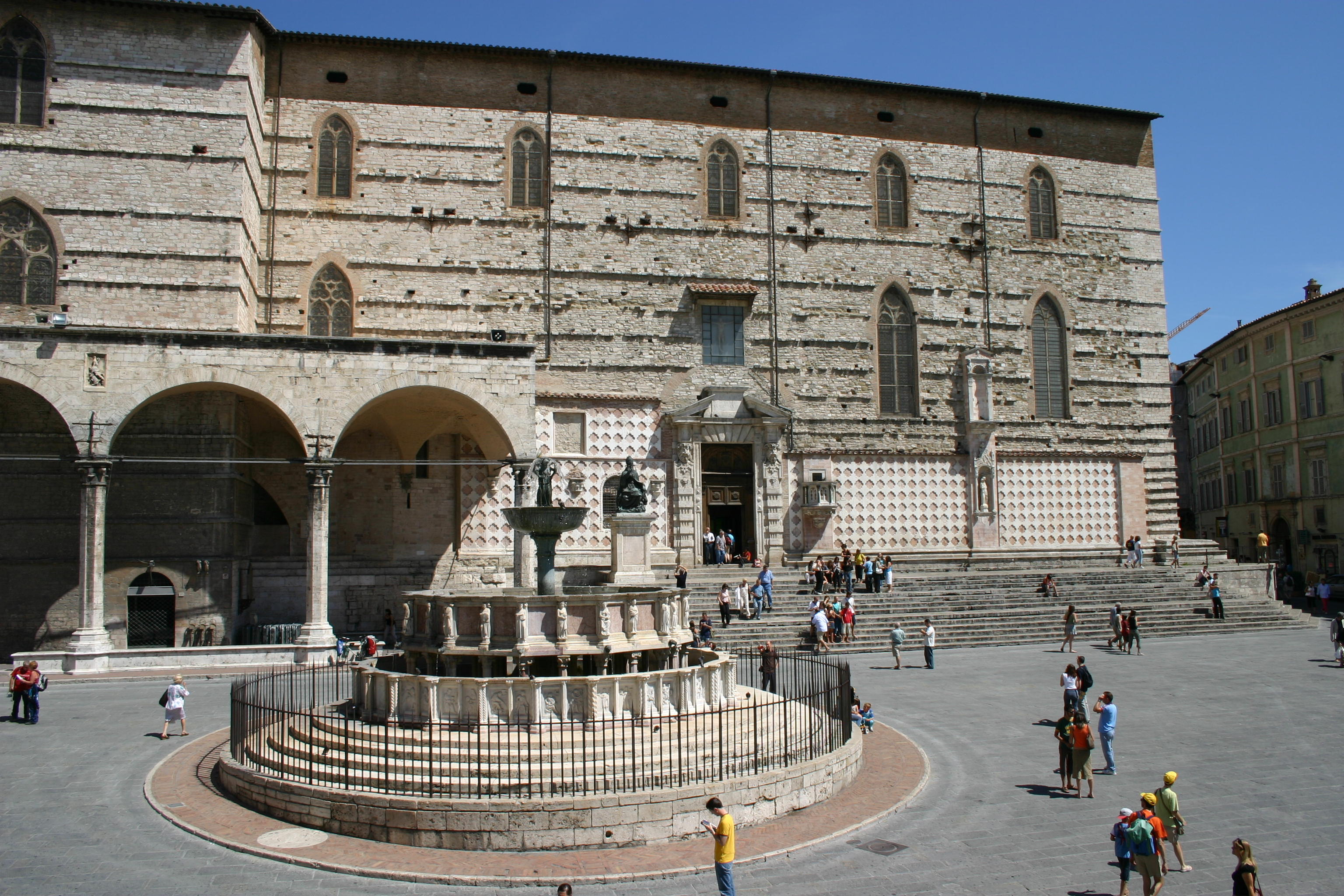
Catedral de Perugia, lugar de la elección.

A la muerte de Benedicto XI, Bertrand de Got fue elegido papa el 5 de junio de 1305, en el cónclave celebrado en Perugia, tras once meses de disputas entre los cardenales contrarios y los partidarios de la política de su predecesor, Bonifacio VIII. El arzobispo de Burdeos parece haber sido la decisión conveniente en el momento, debido a que no pertenecía al Colegio cardenalicio y por ende no formaba parte de ninguno de los partidos en conflicto. Además, aun siendo francés era súbdito del rey de Inglaterra y había mantenido una posición neutral en el conflicto entre Bonifacio VIII y el rey Felipe IV de Francia. El nuevo pontífice tomó el nombre de Clemente V.
Llamado para su coronación pontificia, ya que al no ser cardenal no se hallaba presente en el cónclave, no se desplazó a Italia sino que eligió la ciudad de Lyon para la ceremonia, la cual tuvo lugar el 14 de noviembre de 1305, en la iglesia de Saint-Just, contando con la asistencia del rey Felipe IV de Francia. Lyon era una ciudad del imperio pero del agrado de los franceses.
Clemente V estuvo durante todo su pontificado sujeto a los deseos de Felipe IV, y nada más ser coronado, su primer acto fue el nombramiento de nueve cardenales franceses cercanos al monarca francés. Así que convertido en una mera herramienta en manos de Felipe IV, anuló en 1306 las sentencias eclesiásticas que este consideraba contrarias a sus intereses, especialmente las bulas "Clericis laicos" y "Unam Sanctam" (para el territorio francés) que había promulgado Bonifacio VIII.
Los aspectos más importantes de su pontificado fueron: resolver el caso de Bonifacio VIII, la eliminación de la Orden del Temple y el traslado de la sede pontificia a Aviñón.

### El caso de Bonifacio VIII
Felipe IV insistía en su propósito de venganza contra Bonifacio VIII, al punto de no importarle siquiera que se encontraba ya muerto; quería una condena oficial de este como herético. Por otra parte, el partido de los llamado bonifacianos insistía en la condena de los que participaron en el atentado de Anagni y el rey era cómplice en este acontecimiento. 
Clemente V con una bula declaró inocente al rey, pues, según él, todo lo que había hecho había sido animado de un celo bueno, sincero y justo, que procedía de su fervor por la fe católica Además levantó la excomunión de Guillermo de Nogaret, Sciarra Colonna y los habitantes de la ciudad que participaron en el atentado de Anagni; pero no condenó a Bonifacio VIII, como era la pretensión del rey. El caso fue cerrado definitivamente en 1312, pero para calmar los ánimos del rey de Francia sacrificó a otros que se encontraban entre los objetivos de este: los Templarios.

### Supresión y extinción de los Caballeros Templarios
La Orden del Temple había sido fundada en 1119 en Jerusalén por Hugo de Payens, con el ideal de defender Tierra Santa. Tenían una buena organización administrativa y por ello llegaron a poseer numerosos bienes y a ser una de las instituciones más ricas en la Europa medieval. Administraban sus bienes más o menos como un banco moderno. Hacia la época de Felipe IV, los templarios administraban el tesoro del rey de Francia, por lo que hasta ese momento habían sido muy estimados por la corona. 
No quedan muy claras las razones por las cuales Felipe el Hermoso arremetió fuertemente contra los templarios. Algunos suponen que había quedado endeudado con ellos y no podía pagar la deuda, otros que era por la fidelidad de la Orden del Temple hacia el papa o por las numerosas riquezas que poseían y que podrían engrosar el tesoro real. Lo cierto es que el 13 de octubre de 1307 Felipe IV ordenó el arresto de todos los caballeros templarios que se encontraban en territorio francés acusándolos de herejía. Las razones aducidas fueron una serie de acusaciones de un exmiembro de la Orden, Esquieu de Floyran (1305), quien aseguraba que los templarios adoraban un ídolo de Bafomet, renegaban de Cristo y cometían sodomía, entre otras cosas escandalosas. Los arrestados sumaban unos dos mil templarios, entre ellos el Maestre General de la Orden, Jacques de Molay, que después de un juicio que duró 7 años, fue condenado a morir quemado en la hoguera. Cuando estaba siendo quemado, maldijo no solo al rey Felipe IV sino también a su estirpe, que pocos años después desaparecería de la faz de la tierra. El papa Clemente V falleció pocos meses después debido a una enfermedad desconocida.
La detención de los templarios sin la autorización del pontífice, de quien dependía directamente la Orden, provocó las protestas de Clemente V, pero Felipe lo convenció presentándole las confesiones obtenidas bajo tortura. Consiguió así que el papa promulgara la bula Pastoralis praeminens, que decretaba la detención de los templarios en todos los territorios cristianos. No contento, Felipe IV obtuvo del Papa una instrucción general por la que se condenaba a la hoguera a aquellos que se retractaran de sus confesiones. Así el 12 de mayo de 1310, en París, fueron quemados 54 templarios. Otros murieron a causa de las torturas o en la cárcel.
Presionado por el rey francés, Clemente V convocó en 1308, mediante la publicación de la  bula Regnums in coelis el Concilio de Vienne. Celebrado entre octubre de 1311 y mayo de 1312, alumbrará la bula Vox in excelso por la que se suprimía la orden templaria:

Observamos también que en otros casos la iglesia romana ha suprimido otras órdenes por motivo de mucha menos gravedad que los mencionados anteriormente, sin que haya que recriminar a quienes esto hicieron por sus hermanos. Así, pues, con el corazón triste, no por la declaración definitiva pero si por la decisión Apostólica u ordenanza, suprimimos, con la aprobación del consejo sagrado, la Orden de los Templarios, y su regla, hábito y nombre, por decreto inviolable y perpetuo, y completamente prohibimos que alguien de aquí en adelante entre en la orden, o recibe o lleve puesto su hábito, o se comporte como un templario. Si alguien actúa de esa forma, ya sea abierta como secretamente, incurrirá en la excomunión automática.
Clemente V, Vox in excelso

### La Sede Pontificia en Aviñón
En 1309 Clemente V traslada la sede papal de Roma a la ciudad de Aviñón, que entonces no era territorio francés sino que pertenecía al Reino de Nápoles, que a su vez era vasallo de la Iglesia. Clemente llevó consigo el tesoro papal acumulado por su predecesor, transportado en cofres portados por una caravana de mulas. Aunque el papa había prometido que para 1311 regresaría a Roma, su quebranto de salud y el poder que sobre él ejercía el rey de Francia, no le permitieron cumplir con el cometido; además, la posición geográfica de Aviñón era estratégica porque, por su cercanía a Francia y al Imperio, le permitía al pontífice pedir la protección del rey y del emperador respectivamente.
El traslado tuvo inicialmente un carácter provisional, motivado por la situación de inseguridad y caos en que se encontraba Roma, inmersa en luchas e intrigas políticas, y para aprovechar la relativa cercanía con Vienne donde, en 1311, se celebraría un concilio ya convocado. Pero lo que se inició como un acto pasajero se convirtió en permanente hasta 1377 y, durante siete pontificados, Aviñón fue la sede pontificia, conociéndose históricamente dicho periodo como la segunda cautividad de Babilonia. Este periodo finalizará cuando el papa Gregorio XI retorne a Roma.

### Las Cruzadas y relaciones con los Mongoles
Clemente se compromete de forma intermitente en comunicaciones con el Imperio Mongol que plantea la posibilidad de una alianza contra los Musulmanes. En abril de 1305, El Tlkhan Mongol Oljeitu sienta una embajada liderada por Buscarello de Ghizolfi a Clemente, Felipe IV de Francia y Eduardo I de Inglaterra. En 1307, otra embajada mongol liderada por Tomasso Ugi di Siena llegó con los monarcas europeos. Sin embargo no se produjo ninguna acción militar coordinada y la esperanza de un aliado se desvaneció en unos pocos años.
En 1308, Clemente ordenó la preparación de una Cruzada que se lanzara contra los mamelucos en la Tierra Santa en la primavera de 1309. Esto resultó en una pobre Cruzada no deseada apareciendo antes en Aviñón en julio de 1309. Clemente otorgó a los pobres cruzados una indulgencia, pero rechazó la participación de una expedición profesional dirigida por hospitalarios. Esta expedición se activó a principios de 1310, pero en lugar de zarpar para Tierra Santa los Hospitalarios conquistaron la ciudad de Rodas de manos de los bizantinos.
El 4 de abril de 1312, una Cruzada fue promulgada por el Papa Clemente V en el Concilio de Viena. Otra embajada dirigida por Oljeitu hacia el oeste y Eduardo II de Inglaterra en 1313. El mismo año, Felipe IV "tomó la Cruzada", haciendo el voto de continuar la Cruzada hacia el Levante.

### El trono de Hungría
En 1301 la Casa de Árpad desapareció tras la muerte de su último rey Andrés III de Hungría, ante lo cual de inmediato surgieron varios pretendientes de la corona. Ya desde hacía una década, Carlos Martel de Anjou, hijo del rey napolitano estaba reclamando sus derechos al trono húngaro a través de su madre María de Hungría, reina de Nápoles. Sin embargo su repentina muerte en 1295 le impidió alcanzar la corona y los derechos pasaron a su hijo Carlos Roberto de Anjou, el cual contaba con el apoyo del papa Bonifacio VIII. El papa había enviado en 1301 al cardenal Nicolás Boccasini (posteriormente papa Benedicto XI) para que asegurase la situación de Carlos Roberto en Hungría; sin embargo no consiguió mayores resultados, pues el reino se hallaba en caos luego de que surgiese un grupo de aristócratas (conocidos como los "reyezuelos") que mantenían control e influencia sobre gran parte del reino. Durante más de una década, estos se enfrentarán militar y políticamente al joven pretendiente del trono húngaro.
En julio de 1308 Clemente V decidió que enviaría al cardenal Gentilis de Monteflori como legado papal para que resolviese esta situación definitivamente. La labor principal de Gentilis era que Carlos Roberto obtuviese el apoyo de la mayoría de los nobles húngaros luego de que Otón de Baviera, otro pretendiente al trono, que había sido coronado, hubiese huido del reino. Gentilis discutió personalmente con Mateo Csák, el "reyezuelo" más influyente, al cual no había podido derrotar Carlos Roberto y lo amenazó con la excomunión. Posteriormente Gentilis obtuvo la Santa Corona Húngara de manos de Ladislao Kán, otro noble, tras lo cual se pudo coronar a Carlos Roberto. Clemente V siguió muy de cerca el desarrollo de la situación política interna húngara y envió en muchas ocasiones asistencia militar a Carlos Roberto.

### Otros hechos polémicos

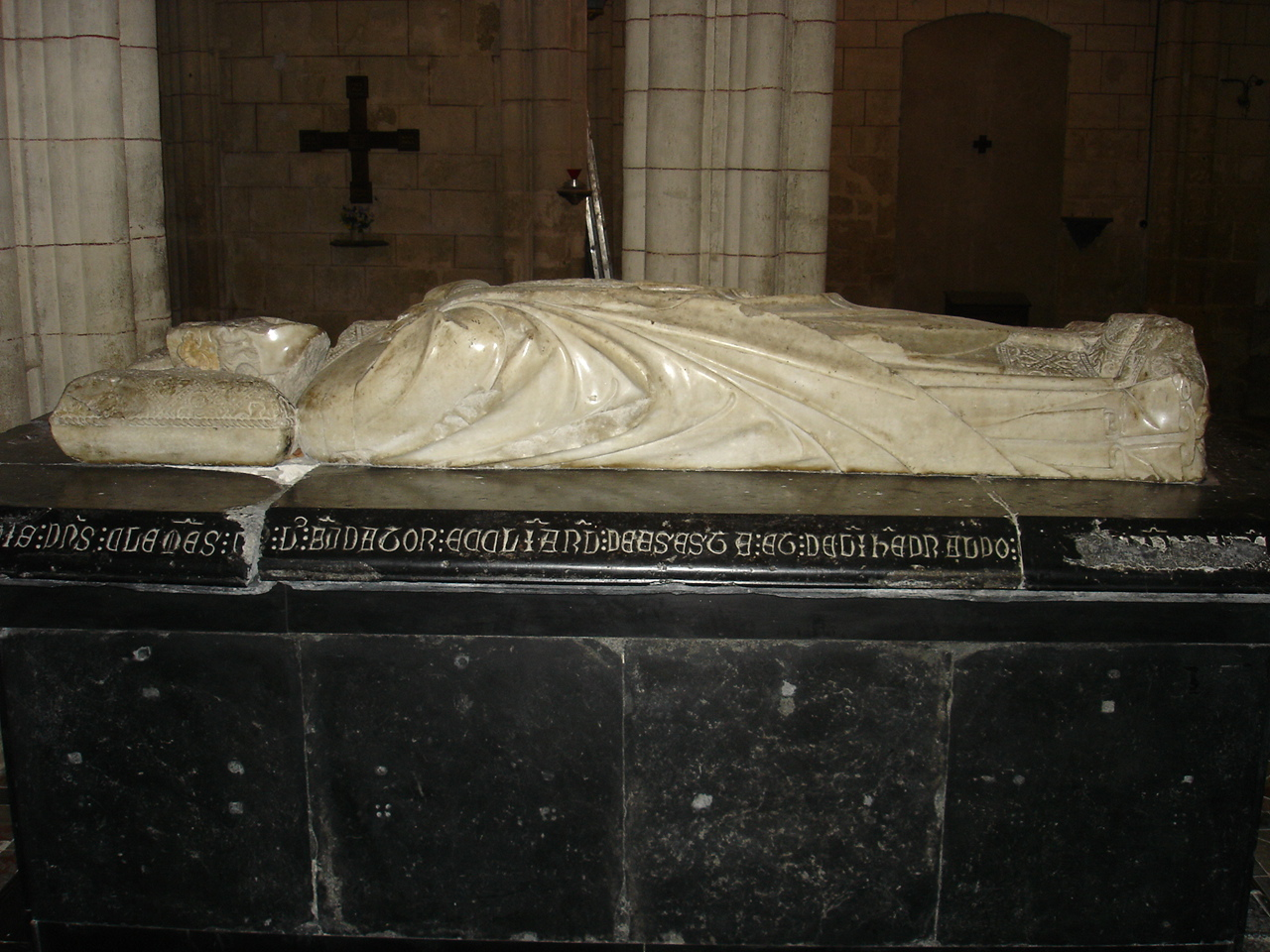
Tumba de Clemente V en la Colegiata de Uzeste, (Aquitania, Francia).

Clemente V canonizó a su predecesor Celestino V, pero con el nombre de Pietro del Morrone, lo cual daba cuenta de que para él no había dudas de que Bonifacio VIII era verdadero sucesor y no un antipapa (como querían ciertos cardenales franceses, instados por el rey Felipe IV).
Entre otras decisiones canónicas completó el Corpus Iuris Canonici con la publicación de una colección de decretales conocida como Liber Clementarium y fundó las universidades de Perugia y Orleans.
En sus relaciones con el Imperio, Clemente fue un oportunista. Rechazó usar su influencia en favor de la candidatura de Charles de Valois hermano de Felipe IV, lo que daría a Francia más poder. Reconoció a Enrique de Luxemburgo quién fue coronado como emperador por sus representantes en Lateran en 1312. Cuando Enrique tuvo conflicto con Roberto de Nápoles Clemente apoyó a Roberto y amenazó al emperador con la excomunión y prohibición. Pero la crisis pasó con la inesperada muerte de Enrique.
Otros incidentes recordados durante el papado de Clemente V incluyen la violenta represión del Movimiento Dulciniano en Lombardía, que consideró herejía, y la promulgación de la Constitución Clementina en 1313.

### Muerte
El papa falleció el 20 de abril de 1314 en Roquemaure, con solo 50 años de edad. De acuerdo a registros, mientras su cuerpo yacía inerte, una terrible tormenta apareció en la noche con truenos y relámpagos, cayendo un rayo donde estaba su cuerpo, originando un incendio que fue tan intenso, que duraron tiempo en controlar. El cuerpo del Papa fue parcialmente destruido. Fue sepultado en el interior de la Colegiata de Uzeste, en Aquitania. cerca del lugar de su nacimiento, así ordenado en su testamento.
A su muerte, el ingente tesoro papal acumulado por Clemente V desapareció. La suma dejada por el pontífice en testamento ascendía a 812 000 florines de oro, según los estudios del archivero vaticano Franz Ehrle, jesuita; de ellos, 300 000 fueron a parar a su sobrino, 314 000 a familiares y sirvientes, y 200 000 a iglesias, conventos y caridad. Su sucesor Juan XXII emprendió litigios contra sus más allegados por este motivo, que durarían de 1318 a 1322. Un préstamo de 160 000 florines hecho al rey de Francia nunca fue devuelto por este.

## En la literatura
Según la leyenda y la creencia popular, Jacques de Molay, maestre de la Orden del Temple, mientras era quemado vivo en la hoguera habría convocado al papa Clemente V y al rey de Francia —Felipe IV— para que se presentaran con él ante el tribunal divino antes de que finalizara el año. Curiosamente ambos murieron el mismo año, 1314.
Los intérpretes de las profecías de San Malaquías identifican a este papa como el De fasciis Aquitanicis (De los lazos de Aquitania), cita que hace referencia a que fue arzobispo de Burdeos, en Aquitania, antes de ser elegido pontífice y a que en su escudo de armas figuran tres fasces de gules.
Dante en su obra la Divina comedia augura que Clemente V y Bonifacio VIII terminarán junto a Nicolás III en el Infierno, condenados todos por haber pecado de simonía:

¡Oh míseros secuaces / que las cosas de Dios, que de bondad / deben ser esposas, y vosotros rapaces / por oro y por plata adulteráis, / conviene ahora que por vos suene la trompa /ya que en la tercera fosa os encontráis!
Dante, Inferno, Canto XIX, 1-6.